# Fred Willard
Fred Willard, ameriški filmski igralec, * 18. september 1939, Shaker Heights, Ohio, Združene države Amerike, † 15. maj 2020, Los Angeles, ZDA.